# Midlumerlaankerk
De Midlumerlaankerk is een kerkgebouw in de stad Harlingen in de Nederlandse provincie Friesland.

## Geschiedenis
In 1953 werd de Gereformeerde kerk aan de Midlumerlaan gebouwd naar een ontwerp van architect Hindrik Eldering. Het orgel (opus 281) uit 1951 is gebouwd door de firma B. Pels & Zoon.
Het interieur van de kerk is in 2007 gerenoveerd. 
De kerk werd in 2018 een PKN kerk.  Er werd gekerkt door de protestantse gemeente Harlingen-Midlum. Hiertoe behoren ook de Grote Kerk in Harlingen en de Nicolaaskerk te Midlum. In 2021 werd de laatste kerkdienst hier gehouden.
In 2021 is de kerk verkocht aan een bouwbedrijf. In eerste instantie zouden er appartementen in komen, maar hier was veel protest tegen. Zodoende kwam de kerk opnieuw in de verkoop in hetzelfde jaar en werd deze aangekocht door particulieren. Deze hebben van de plek weer een cultureel ontmoetingscentrum gemaakt, waar ruimte is voor een filmhuis, congrescentrum, theater, kunstexposities en een plek voor begrafenisdiensten van de lokale uitvaartondernemer.

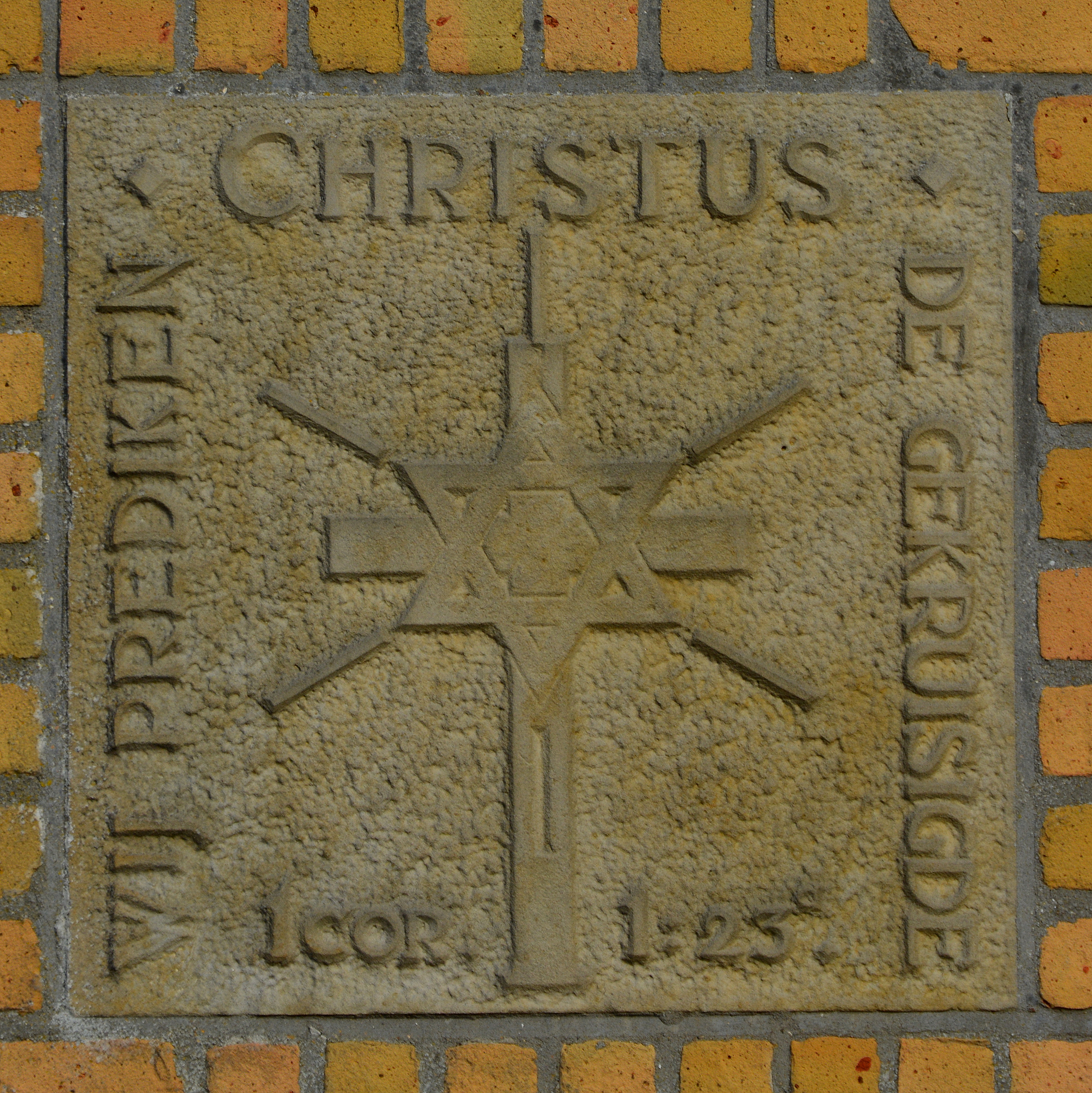
Gevelsteen